# アルベルト・ヴァイスゲルバー
アルベルト・ヴァイスゲルバー（Albert Weisgerber、1878年4月21日 -  1915年5月10日）はドイツの画家、挿絵画家である。ドイツの美術の主流が「印象派」から「表現主義」に移る時代の画家である。第一次世界大戦で戦死した。

## 略歴
帝政ドイツ領邦プロイセン王国内のザール地方（現：ドイツ連邦共和国ザールラント州）ザンクト・イングベルト(St. Ingbert)で生まれた。フランクフルトで装飾画家としての教育を受けた後、ミュンヘンに移り、1894年からミュンヘンの工芸学校で学び、1897年から1901年の間、ミュンヘン美術院でフランツ・フォン・シュトゥックに学んだ。この頃ミュンヘンで修行していたハンス・プルマンやパウル・クレー、ワシリー・カンディンスキー、マックス・スレーフォークト、カール・アルノルトといった重要な画家たちと友人となった。1898年にアルフレート・クービンらと美術集団、「Sturmfackel」を作った。ドイツの有名な雑誌「Jugend」の挿絵画家として活動し収入を得ていた。
1905年から1907年までパリに滞在し、ポール・セザンヌの作品に感銘を受けており、初期のヴァイスゲルバーの作品は「印象派」に影響を受けていた。友人のハンス・プルマンを通じて、アンリ・マチスとも交流した。後期の作品には「象徴主義」や「表現主義」の影響も見られるようになった。1904年にミュンヘンで知り合ったプラハの銀行家の娘で画家のマルガレーテ・ポールと1907年に結婚した。1906年頃には画家として知られるようになり、経済的にも成功した。
1913年にアレクセイ・フォン・ヤウレンスキーやパウル・クレー、アレクサンデル・カノルトらと「ミュンヘン新分離派」(Münchener Neue Secession)を結成した。
第一次世界大戦が始まると、召集され、士官として軍務に就き1915年のフロメルの戦いで戦死した。

## 作品

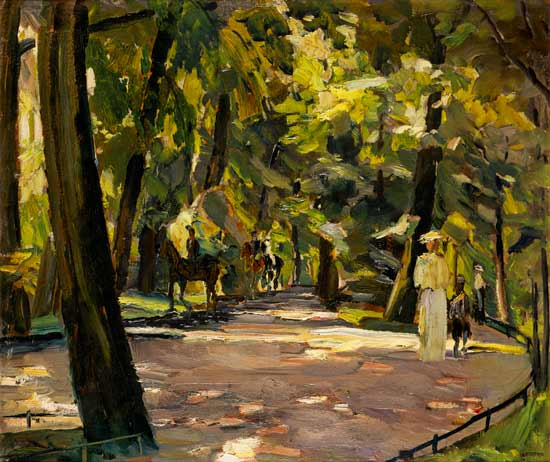
「ミュンヘンのイギリス庭園」(c.1900)
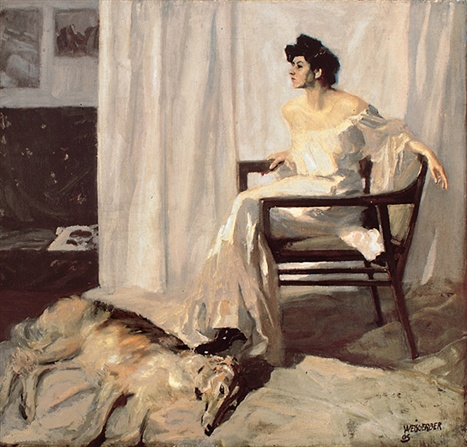
「犬と女性」 (1904)
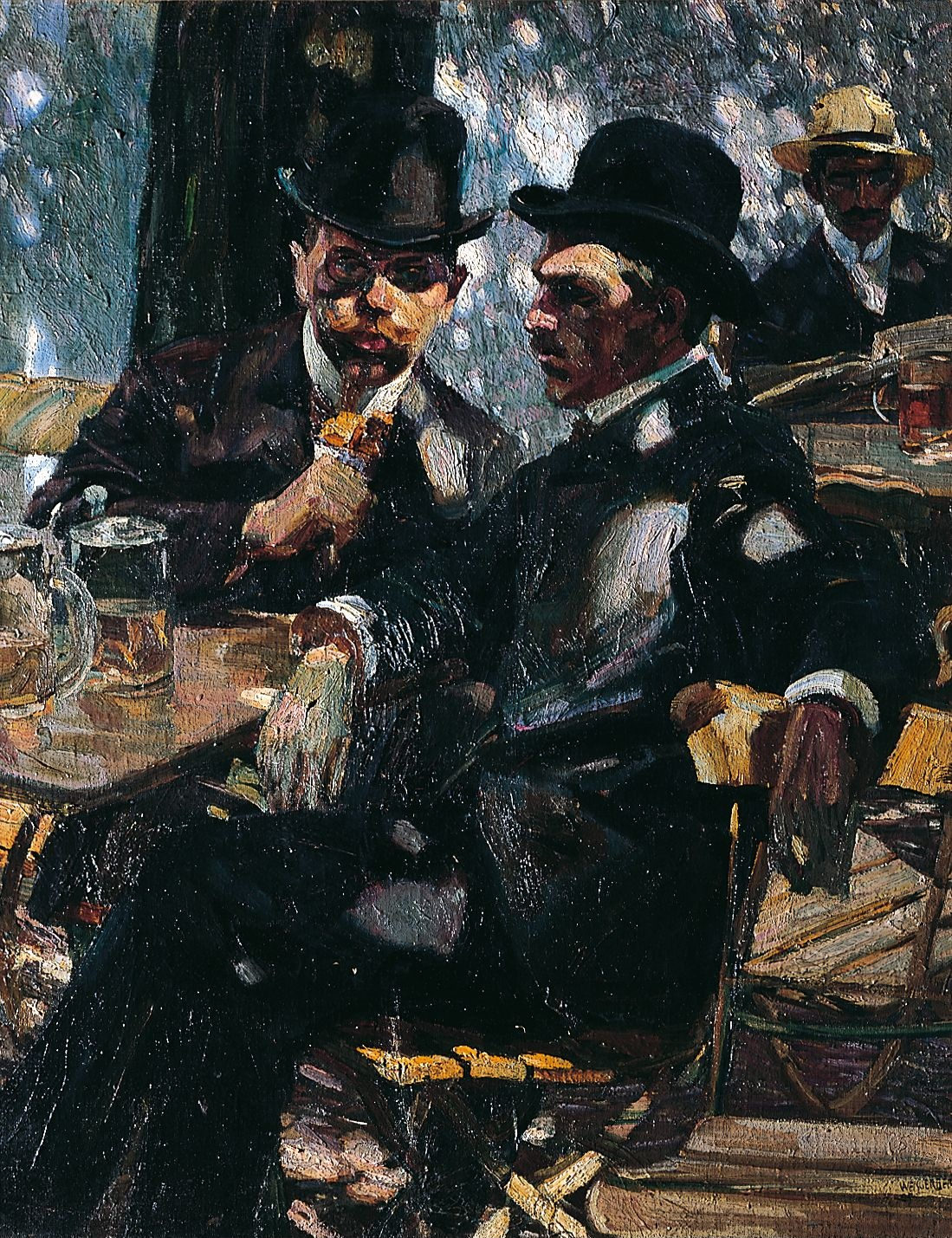
「ビアガーデン」(1905)
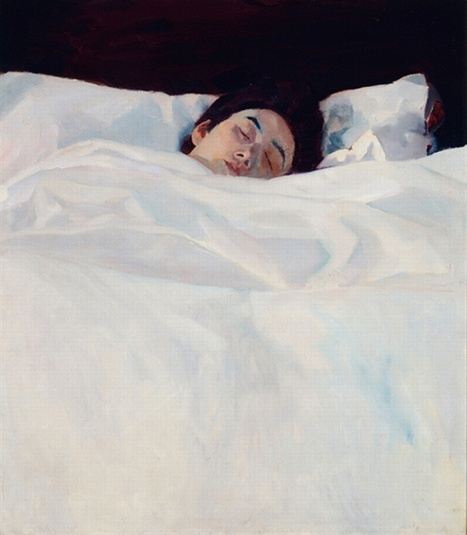
「眠る女」(1907)
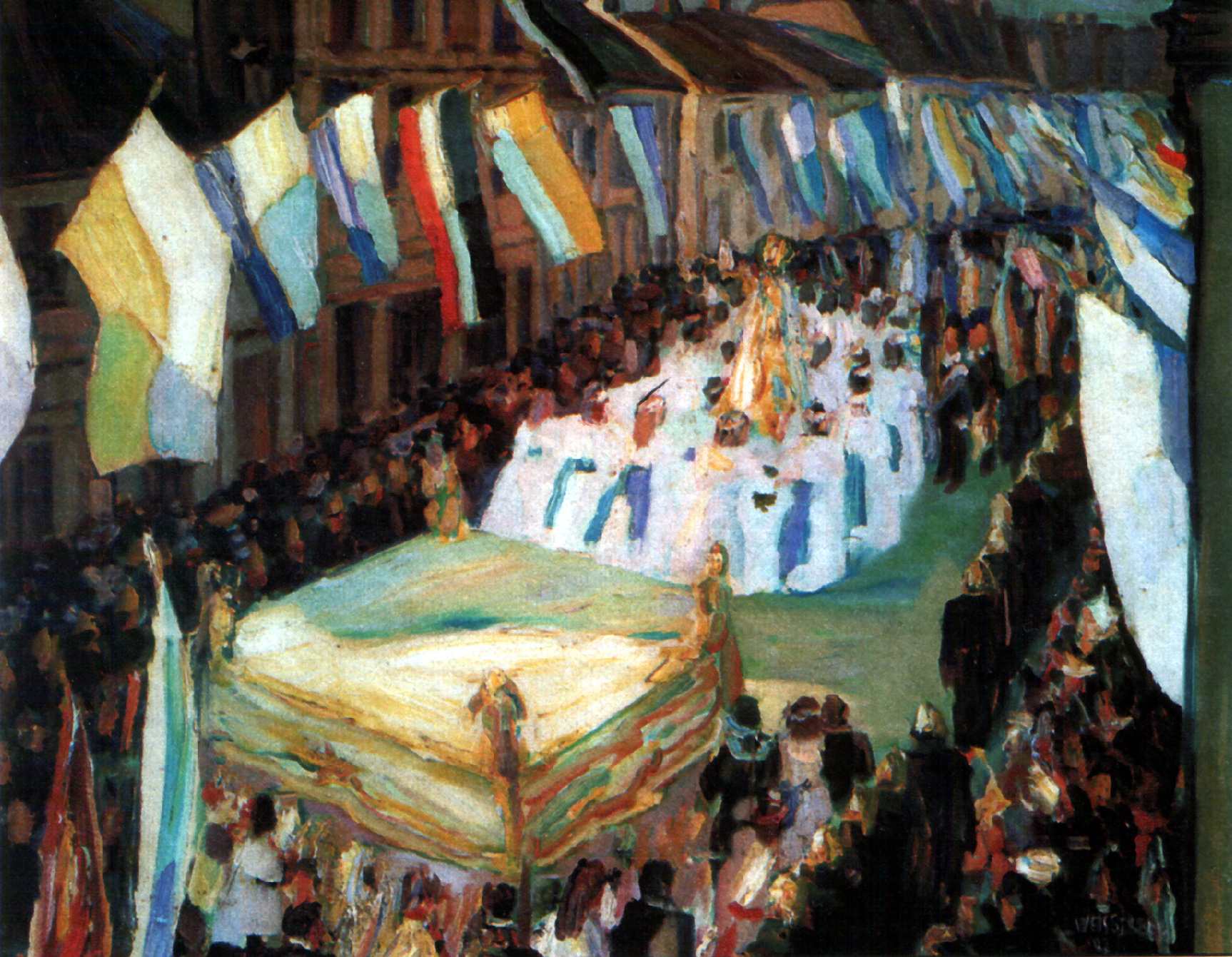
「ザンクト・イングベルトのパレード」(1907)
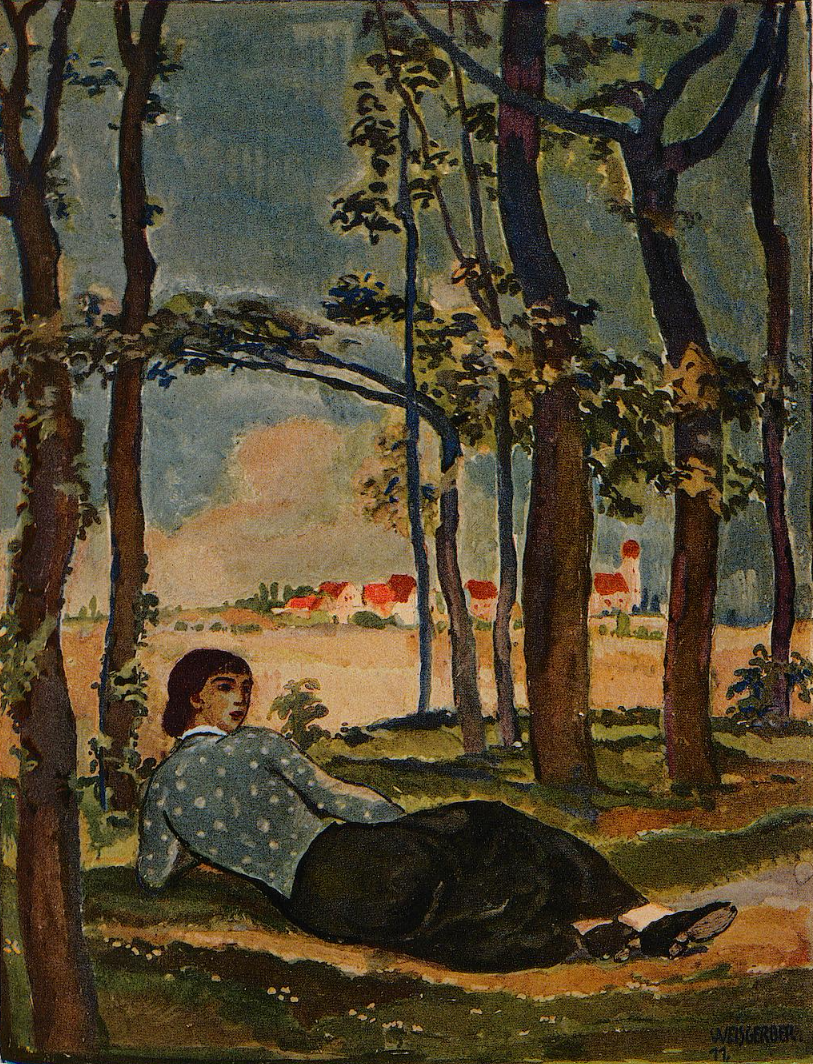
(1911)
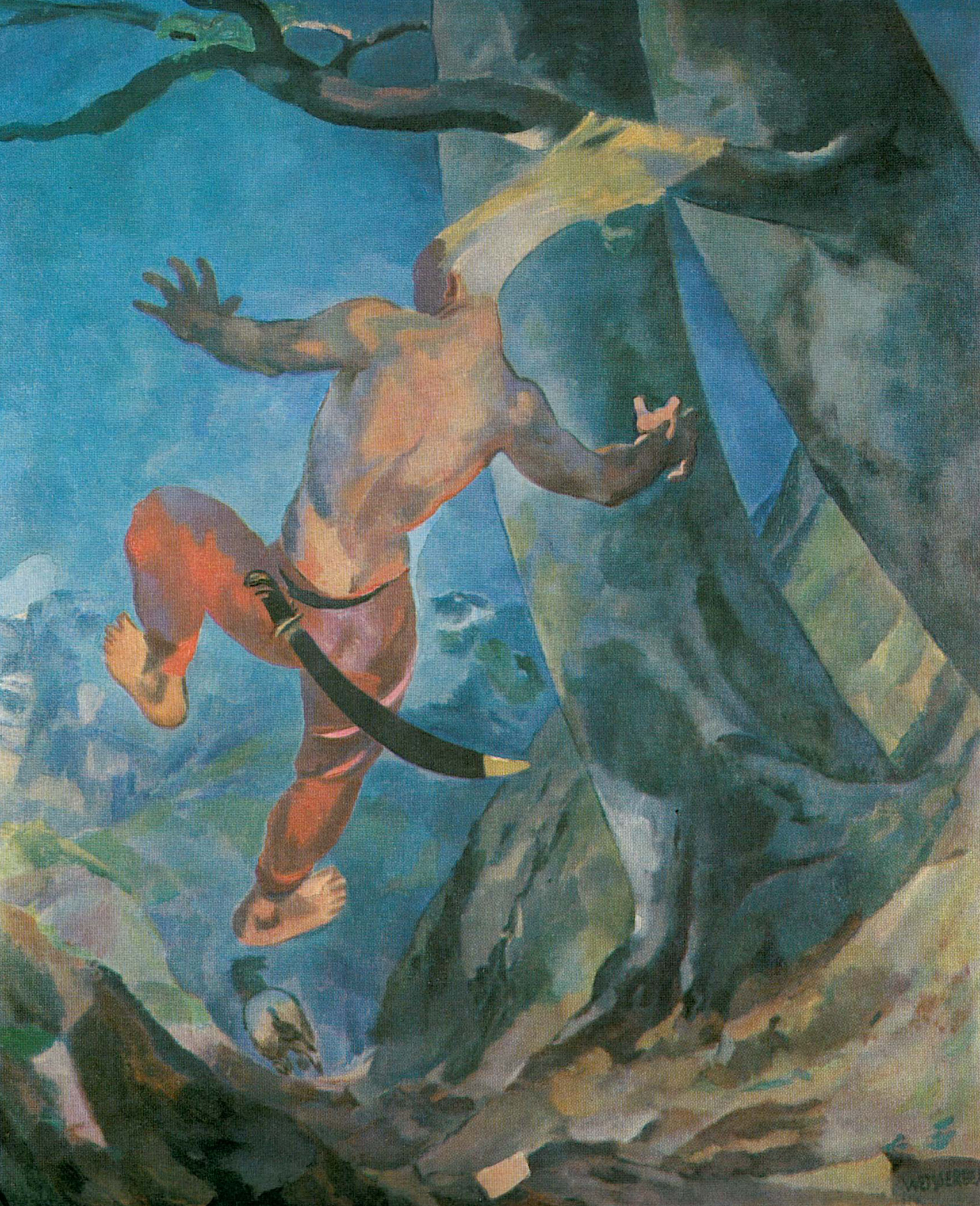
「アブサロム」(1912)
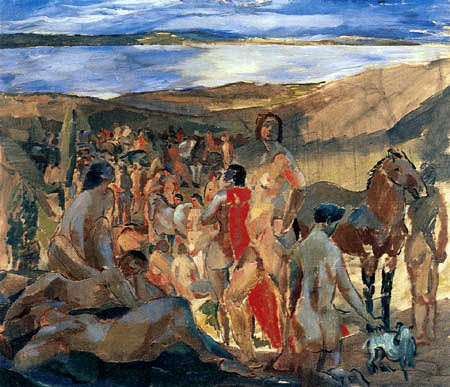
(1913)